# Cladochaeta jamaicensis
Cladochaeta jamaicensis är en tvåvingeart som beskrevs av David Grimaldi och Nguyen 1999. Cladochaeta jamaicensis ingår i släktet Cladochaeta och familjen daggflugor.
Artens utbredningsområde är Jamaica. Inga underarter finns listade i Catalogue of Life.